# Hydropsyche bulbifera
Hydropsyche bulbifera är en nattsländeart som beskrevs av Mclachlan 1878. Hydropsyche bulbifera ingår i släktet Hydropsyche och familjen ryssjenattsländor. Inga underarter finns listade i Catalogue of Life.